# Troy Glaus
Troy Edward Glaus (Tarzana, California, 3 de agosto de 1976), más conocido como Troy Glaus, es un exjugador profesional estadounidense de béisbol que se desempeñó en la posición de tercera base en las Grandes Ligas de Béisbol (MLB). Logró obtener dos Bates de Plata.

## Carrera
Glaus jugó como profesional siete temporadas en Anaheim Angels (1998-2004), después pasó a Arizona Diamondbacks (2005), luego a Toronto Blue Jays (2006-2007), posteriormente a St. Louis Cardinals (2008-2009), y finalmente, a Atlanta Braves, donde jugó una temporada (2010), y fue el equipo en el que se retiró.

## Premios
Fue galardonado con el Bate de Plata en dos oportunidades (2000 y 2001).